# Belad
Belad (llamada oficialmente San Mamede de Belaz) es una parroquia española del municipio de Puertomarín, en la provincia de Lugo, Galicia.

## Otras denominaciones
La parroquia también es conocida por los nombres de San Mamede de Belad y San Mamede de Velade.

## Organización territorial
La parroquia está formada por tres entidades de población:
- Campo de Mamas
- San Mamede
- Vilariño de Batán

## Demografía
| Gráfica de evolución demográfica de Belad entre 2000 y 2020 |
|                                                             |
| Datos según el nomenclátor publicado por el INE.            |